# Don’t Stop (песня Megan Thee Stallion)
«Don’t Stop» — песня американской рэперши Megan Thee Stallion, записанная при участии рэпера Янг Тага. Стала вторым синглом с дебютного альбома Меган Good News. Выпущена 2 октября 2020 года.

## История
23 сентября 2020 года лейбл 300 Entertainment опубликовал в своём аккаунте в Instagram фотографию, где Megan Thee Stallion и Янг Таг сидели в студии звукозаписи. 28 сентября Меган опубликовала в своём Instagram обложку сингла и анонсировала дату выхода. 2 октября песня была выпущена. В этот же день был опубликован видеоклип. На следующий день Меган и Янг Таг исполнили эту песню в первом выпуске нового сезона программы Saturday Night Live.
«Don’t Stop» представляет собой песню в жанре хип-хоп с элементами электронной и индустриальной музыки. Музыкальные обозреватели новый трек Меган оценили положительно. В чарте Billboard Hot 100 песня достигла 30-й позиции.

## Видеоклип
Музыкальное видео было поставлено режиссёром Колином Тилли, который перед этим снимал клип на совместную песню Карди Би и Megan Thee Stallion «WAP». В клипе Меган появляется в различных образах из мультфильма «Алиса в Стране чудес»: Чеширский Кот, Червонная Королева и сама Алиса. При этом Чеширский Кот присутствует в видео и в виде CGI-анимации. Янг Таг появляется во время своего куплета в образе Эдварда Руки-ножницы. Девушки из подтанцовки являются танцорами из реалити-шоу Legendary сервиса HBO Max, в котором Megan Thee Stallion принимала участие в качестве судьи. Музыкальные издания положительно оценили клип, похвалив отсылки на классику.

## Чарты
| Чарт (2020)                           | Высшая позиция |
| ------------------------------------- | -------------- |
| Канада (Billboard Canadian Hot 100)   | 97             |
| Новая Зеландия (RMNZ)                 | 28             |
| США (Billboard Hot 100)               | 30             |
| США (Billboard Hot R&B/Hip-Hop Songs) | 13             |
| США (Billboard Rhythmic)              | 11             |

## Сертификации
| Регион                                                                      | Сертификация | Продажи |
| --------------------------------------------------------------------------- | ------------ | ------- |
| США (RIAA)                                                                  | Золотой      | 500 000 |
| Данные о продажах + прослушиваниях приведены только на основе сертификации. |              |         |